# Somewhere Slow
Somewhere Slow è un film del 2013 diretto da Jeremy O'Keefe.